# Dockgöl
Dockgöl är en sjö i Västerviks kommun i Småland och ingår i Botorpsströmmens huvudavrinningsområde. Sjön har en area på 0,117 kvadratkilometer och ligger 49,9 meter över havet.

## Delavrinningsområde
Dockgöl ingår i det delavrinningsområde (639672-153843) som SMHI kallar för Mynnar i Maren. Medelhöjden är 45 meter över havet och ytan är 13,87 kvadratkilometer. Räknas de 3 avrinningsområdena uppströms in blir den ackumulerade arean 27,51 kvadratkilometer. Sundsholmsbäcken som avvattnar avrinningsområdet har biflödesordning 2, vilket innebär att vattnet flödar genom totalt 2 vattendrag innan det når havet efter 12 kilometer. Avrinningsområdet består mestadels av skog (71 procent) och jordbruk (16 procent). Avrinningsområdet har 0,75 kvadratkilometer vattenytor vilket ger det en sjöprocent på 5,4 procent.